# Eveli Torent i Marsans
Eveli Torent i Marsans (Badalona, 5 d'abril de 1876 - Barcelona, 4 d'octubre de 1940) fou un pintor i dibuixant modernista català.
Fill del notari Esteve Torent i Torrebadella. Deixeble de Ramon Martí Alsina a l'escola de Llotja de Barcelona, de jove estigué vinculat a Mallorca. El 1897 ja participà en l'exposició inaugural de Els Quatre Gats, d'on va ser assidu i hi exposà individualment el 1899. L'any següent exposà també individualment a la Sala Parés, i després marxà a París, on exposà a la galeria de Berthe Weill (1904), i participà repetidament als Salons dels Independants i d'Automne. Sovint va pintar temes de la Bretanya, que coneixia segurament gràcies al seu amic l'escriptor Laurent Tailhade.
Tingué una àmplia activitat de dibuixant de premsa a revistes com Luz, El Gato Negro, Quatre Gats, L'Atlàntida, L'Esquella de la Torratxa, de Barcelona, i Gent Nova de Badalona. També col·laborà a revistes de Madrid (Arte Joven, Blanco y Negro), i de París, com La Raison o L'Assiette au Beurre. Allà il·lustrà també llibres (1913) de Le Sage, de Scarron i altres autors.
Des 1910 passà temporades a Buenos Aires, i bé que exposà alguns cops a Barcelona i a Badalona, vivia a París.
Pablo Picasso, amic seu, li va fer tres retrats, i Anglada-Camarasa un altre, tocant la guitarra.
Posteriorment va tenir una etapa brillant de retratista de prestigi. La seva militància a la maçoneria fou la causa del seu empresonament a la Presó Model de Barcelona en guanyar el franquisme.